# Курмиші (Чебоксарський район)
Курмиші́ (рос. Курмыши, чув. Кăрмăш) — присілок у складі Чебоксарського району Чувашії, Росія. Адміністративний центр Кшауського сільського поселення.
Населення — 696 осіб (2010; 652 у 2002).
Національний склад:
- чуваші — 95 %